# المعهد العالي للهندسة والتكنولوجيا (كفر الشيخ)
المعهد العالي للهندسة والتكنولوجيا بكفر الشيخ يقوم بتدريس النظريات العلمية الهندسية الأساسية وتطبيقاتها والتقنيات العملية
يقبل المعهد طلاب الثانوية العامة علمي رياضة وما يعادلها من الشهادات العربية والأجنبية
طلاب الثانوية الصناعية نظام الثلاث سنوات والخمس سنوات
دبلوم المعاهد الفنية الصناعية
الثانوية الأزهرية علمي
المعهد يقبل الوافدين كما يقبل التحويل من المعاهد والكليات الأخرى، وقبول جميع المؤهلات السابقة التي مرت عليها عام واحد.

## عن المعهد
تأسس المعهد العالى للهندسة والتكنولوجيا بمدينة كفر الشيخ بموجب قرار وزير التعليم العالى رقم (931) لعام 2006 والصادر بتاريخ 17/6/2006 والذي رخص ببدء الدراسة بالمعهد اعتباراً من العام الجامعي 2006/2007 بمدينة كفر الشيخ.
- يتبع المعهد جمعية النيل للعلوم والتكنولوجيا بكفر الشيخ، المشهرة تحت رقم 496 لسنة 2000 إلا أنه يتمتع بشخصية اعتبارية واستقلال مالي وإداري عن الجمعية. توجه موارده المالية  نحو تحقيق الأغراض العلمية والتعليمية والبحثية بما يسهم في تحقيق الأهداف التي قام من أجلها المعهد.
- يعمل المعهد وفقاً لأحكام القانون رقم 52 لسنة 1970 الخاص بتنظيم المعاهد العليا الخاصة، بالإضافة إلى لائحته التنفيذية الصادرة بالقرار الوزاري رقم1088 لسنة 1987.

## - الأقسام العلمية
يتضمن المعهد الأقسام العلمية الآتية:
1. قسم العلوم الأساسية
2. قسم الهندسة المعمارية
3. قسم الهندسة المدنية
4. قســم الهندســة الكهربيـــة شعبتـــى:- ( هنـدســة الإلكتــرونيــات والاتصــالات الكـــهربية – هندسة الحاسبات والتحكم (

يقوم كل قسم من الأقسام العلمية للمعهد بتدريس المقررات وإجراء الأبحاث التي تقع في مجال تخصصه، ويحدد مجلس إدارة المعهد الأقسام التي تقوم بتدريس المقررات البينية إن وجدت على أن يتم تدريس المقررات الهندسية التي تقع خارج نطاق الأقسام العلمية بالمعهد من أعضاء هيئة تدريس متخصصين من داخل المعهد أومن الجامعات والمعاهد العليا والمراكز البحثية المعترف بها.

## الدرجات العلمية التي يمنحها المعهد
يمنح وزير التعليم العالي ورئيس المجلس الأعلى للجامعات خريجي المعهد العالى للهندسة والتكنولوجيا بكفرالشيخ (ج . م . ع) درجة البكالوريوس في الهندسة ومعادلتها بدرجة البكالوريوس في الهندسة التي تمنحها الجامعات المصرية الخاضعة لقانون تنظيم الجامعات رقم 49 لسنة 1972 ولائحته التنفيذية في التخصصات المناظرة.
في أحد التخصصات التالية:

## (هندسة الإلكترونيات والاتصالات الكهربية – هندسة الحاسبات والتحكم الالي)
تقبل من69 ٪ لعام 2023 بمصروفات 10000

## الخدمات التي يقدمها المعهد
- خطة تدريس تعتمد على استخدام كافة الوسائل التكنولوجية وأساليب التعليم والتعلم الحديثة تسمح بتنمية مهارات الخريجين وتؤهلهم لمتطلبات سوق العمل.
- وضع نظام للتقويم الذاتي يطبق معايير الجودة، ويشرك الطلاب وهيئة التدريس والمجتمع المدني في المراقبة وتقديم الحلول.
- تصميم وتخطيط وتنفيذ دورات تدريبية علمية ومهنية وملتقيات فكرية عامة وتخصصية.
- توفير كافة الإمكانيات لإجراء البحوث وتقديم الاستشارات في تطبيقات الهندسة والتكنولوجيا في المشروعات الصناعية والانتاجية والخدمية.

## إمكانيات المعهد
توفير كافة الإمكانيات اللازمة لتقديم رعاية طلابية ثقافية واجتماعية وصحية متكاملة تسمح بتنمية شخصية الطالب وتأهيله ليصبح عضوا فاعلاً في المجتمع، ولتوفير هذه الرعاية يتم إنشاء وتجهيز ما يلي:
- مكتبة علمية: تضم مجموعة من الكتب والمراجع العلمية في مختلف المجالات والموضوعات باللغة العربية واللغات الأجنبية التي تهم المعهد وتثري النشاط العلمي والبحثي بداخله. وكذا التعاون الثقافي مع الهيئات والمكتبات الجامعية والعلمية في نطاق مجالاتها العلمية ويسري علي المكتبة لائحة المكتبات العامة.
- مكتبة رقمية: يتم الاشتراك في المكتبة الرقمية لتوفير المراجع والكتب والدوريات في كافة المجالات المتعلقة بتخصصات المعهد، واتاحتها للطلاب وهيئة التدريس ومعاونيهم.
- قاعات الدراسة: تجهيز القاعات الدراسية بأحدث الوسائل التعليمية والتكنولوجية اللازمة لتنفيذ العملية التعليمية والمساعدة على التعلم.
- مركز الحاسب الآلي: ويضم شبكات ووحدات حاسب شخصي وعارض بيانات بالإضافة إلى قاعة الوسائط المتعددة وشبكة لاسلكية للاتصال السريع بالشبكة العنكبوتية )الإنترنت).
- قاعة متعددة الأغراض: لإقامة الندوات العلمية والملتقيات الفكرية لتبادل الرأي والخبرات، تضم كافة التجهيزات المسرحية اللازمة لتقديم الأنشطة الفنية.
- الملاعب الرياضية: وتضم عددا من الملاعب التي تتيح للدارسين ممارسة الرياضة المفضلة لدى كل منهم حسب أوقات فراغهم.
- توفير شبكة الاتصالات اللاسلكية للطلاب من خلال شبكة Wi-Fi

## إدارات المعهد
- تتكون إدارات المعهد من وحدات إدارية علي مستوي الإدارة أومستوي القسم الإداري حسب احتياجات العمل بالمعهد وتشتمل على ما يلي :
- إدارة مكتب عميد المعهد.
- إدارة شئون التعليم والطلاب
- إدارة شئون الخريجين
- إدارة الشئون المالية وتشتمل على قسم أووحدة المشتريات وقسم أووحدة المخازن
- إدارة الشئون الاداريه0
- إدارة رعاية الشباب0
- إدارة الشئون القانونية
- إدارة شئون الصيانة والورش0
- الوحدة الصحية.
- وحدة تقنية المعلومات.

- ويجوز إنشاء إدارات أووحدات إدارية جديدة بالهيكل التنظيمي للمعهد أودمج بعض الإدارات أوالوحدات الحالية بناء على اقتراح عميد المعهد وبعد موافقة مجلس الإدارة.
عنوان المعهد: كفر الشيخ – تقسيم باق الجمال – رقم (32) قسم ثاني.

مدة الدراسة: 5 سنوات دراسية

المؤهلات التي يقبلها:
1- الثانوية العامة الشعبة الهندسية وما يعادلها من الشهادات العربية والأجنبية
2- الثانوية الصناعية نظام 3 سنوات بحد ادنى 75 % من مجموع المواد النظرية
3- دبلوم المدارس الصناعية نظام الخمس سنوات
بحد ادنى 70% من المجموع الكلي للدرجات
4- المعاهد الفنية الصناعية
الاقسام الهندسية بالمعهد :
1- قسم الهندسة المعمارية.
2- قسم الهندسة المدنية.
3- قسم هندسة الاتصالات (الالكترونيات - الاتصالات - الحاسبات).

الدرجة العلمية التي يمنحها:
درجة بكالوريوس الهندسة في احدي التخصصات.

قرار الإنشاء:
قرار رقم (931) بتاريخ 17/6/2006
قرار المعادلة:
صدر قرار المجلس الأعلى للجامعات رقم (31) بتاريخ 24/2/2011 بمعادلة درجة البكالوريوس في الاقسام(الهندسة المعمارية – الهندسة المدنية – هندسة الاتصالات في تخصصات(الالكترونيات - الاتصالات – الحاسبات) التي يمنحها المعهد بدرجة البكالوريوس في الهندسة التي تمنحها الجامعات المصرية الخاضعة لقانون تنظيم الجامعات رقم 49 لسنه 1972 ولائحته التنفيذية في التخصصات المناظرة بشرط استيفاء متطلبات القبول لهذه الدرجة
الموقع الإلكتروني المعهد http://kfs-hiet.edu.eg